# Estados Federados da Micronésia nos Jogos Olímpicos de Verão de 2012
Os Estados Federados da Micronésia competiram nos Jogos Olímpicos de Verão de 2012, que aconteceram na cidade de Londres, no Reino Unido, de 27 de julho até 12 de agosto de 2012.

## Desempenho

### Atletismo
Masculino
| Atleta      | Evento | Preliminar | Preliminar | Quartas de final | Quartas de final | Semifinais  | Semifinais  | Final       | Final       |
| Atleta      | Evento | Marca      | Posição    | Marca            | Posição          | Marca       | Posição     | Marca       | Posição     |
| ----------- | ------ | ---------- | ---------- | ---------------- | ---------------- | ----------- | ----------- | ----------- | ----------- |
| John Howard | 100 m  | 11s05      | 5º/bat. 3  | Não avançou      | Não avançou      | Não avançou | Não avançou | Não avançou | Não avançou |

### Halterofilismo
Masculino
| Atleta           | Evento | Arranque (kg) | Arremesso (kg) | Total (kg) | Posição |
| ---------------- | ------ | ------------- | -------------- | ---------- | ------- |
| Manuel Minginfel | -62kg  | 127,0         | 158,0          | 285,0      | 10º     |

### Natação
Masculino
| Atletas       | Evento     | Eliminatórias | Eliminatórias | Semifinal   | Semifinal   | Final       | Final       |
| Atletas       | Evento     | Tempo         | Posição       | Tempo       | Posição     | Tempo       | Posição     |
| ------------- | ---------- | ------------- | ------------- | ----------- | ----------- | ----------- | ----------- |
| Kerson Hadley | 50 m livre | 24s82         | 40º           | Não avançou | Não avançou | Não avançou | Não avançou |

Feminino
| Atleta       | Evento     | Eliminatórias | Eliminatórias | Semifinal   | Semifinal   | Final       | Final       |
| Atleta       | Evento     | Tempo         | Posição       | Tempo       | Posição     | Tempo       | Posição     |
| ------------ | ---------- | ------------- | ------------- | ----------- | ----------- | ----------- | ----------- |
| Debra Daniel | 50 m livre | 30.32         | 56            | Não avançou | Não avançou | Não avançou | Não avançou |